# جوائز الأفلام الآسيوية ال9
جوائز الأفلام الآسيوية التاسع هي نسخة عام 2015 من جوائز الأفلام الآسيوية . أقيم الحفل في مسرح البندقية في فندق وكازينو البندقية في ماكاو .   
وحصل المخرج الكوري الجنوبي إم كوون تايك على جائزة إنجاز العمر ، بينما حصلت الممثلة اليابانية ميكي ناكاتاني على جائزة التميز في السينما الآسيوية.     
يعتبر هذا العام المرة الثانية التي ينظم فيها مهرجان هونغ كونغ السينمائي الدولي الجوائز ، وانضم إليه مهرجاني بوسان وطوكيو السينمائي من خلال أكاديمية جوائز الأفلام الآسيوية (AFA). 

## لجنة التحكيم
لجنة التحكيم لجوائز الأفلام الآسيوية التاسع هي: 
- مابل تشيونغ (هونغ كونغ ، منتج أفلام ومخرج ورئيس لجنة التحكيم)
- آرون كووك (ممثل ومغني هونغ كونغ)
- رونالد أرغيلس (الفلبين ، رئيس قناة سينما ون الكبلية الممتازة)
- جون بادالو (إندونيسيا ، مندوب المهرجان عن مهرجان برلين السينمائي الدولي وشنغهاي )
- ألبرتو باربيرا (إيطاليا ، مدير المتحف الوطني للسينما ومهرجان البندقية السينمائي )
- تيتسويا بيسشو (اليابان ، ممثل ومؤسس مهرجان الأفلام القصيرة وآسيا)
- جين هوانغ (تايوان ، مدير مهرجان تايبيه السينمائي )
- هو مونيونغ (كوريا الجنوبية ، ناقد سينمائي لـ سيني 21 )
- كينجي إيشيزاكا (اليابان ، مدير البرمجة في مهرجان طوكيو السينمائي الدولي )
- كريستيان جون (فرنسا ، مدير قسم السينما في مهرجان كان السينمائي )
- كيم جي سوك (كوريا الجنوبية ، المبرمج التنفيذي لمهرجان بوسان السينمائي الدولي )
- لي تشيوك تو (هونغ كونغ ، المدير الفني لمهرجان هونغ كونغ السينمائي الدولي )
- لي شاوهونغ (الصين ، مخرج أفلام ورئيسة نقابة مديري الأفلام الصينية)
- كلارنس تسوي (هونج كونج ، ناقد سينمائي لمجلة هوليوود ريبورتر )

## الفائزون والمرشحون
تم إدراج المرشحين فيما تم تمييز الفائزين بوضعهم أولاً و بالخط العريض .     
| جائزة أفضل فيلم | جائزة أفضل مخرج |
| --- | --- |
| - Blind Massage - Black Coal, Thin Ice - Haider - Hill of Freedom - The Light Shines Only There - Ode to My Father | - Ann Hui – The Golden Era - Vishal Bhardwaj – Haider - Lav Diaz – From What Is Before - Hong Sang-soo – Hill of Freedom - Lou Ye – Blind Massage - Shinya Tsukamoto – Fires on the Plain                                       |
| جائزة أفضل ممثل | جائزة أفضل ممثلة |
| - Liao Fan – Black Coal, Thin Ice - Choi Min-sik – The Admiral: Roaring Currents - Ryo Kase – Hill of Freedom - Sean Lau – Overh3ard - Ethan Ruan – Paradise in Service - Takeru Satoh – Rurouni Kenshin: The Legend Ends                                   | - Bae Doona – A Girl at My Door - Gong Li – Coming Home - Kalki Koechlin – Margarita With A Straw - Rie Miyazawa – Pale Moon - Tang Wei – The Golden Era - Zhao Wei – Dearest                                                   |
| جائزة أفضل ممثل مساعد | جائزة أفضل ممثلة مساعدة |
| - Wang Zhiwen – The Golden Era - Chen Jianbin – Paradise in Service - Cho Jin-woong – A Hard Day - Hideaki Itō – Wood Job! - Qin Hao – Blind Massage | - Chizuru Ikewaki – The Light Shines Only There - Han Ye-ri – Haemoo - Haru Kuroki – The Little House - Tabu – Haider - Wan Qian – Paradise in Service                                                                          |
| جائزة أفضل وجه جديد | جائزة أفضل كاتب سيناريو |
| - Zhang Huiwen – Coming Home - Chan Huai-yun – Meeting Dr. Sun - Do Kyung-soo – Cart - Hiroomi Tosaka – Hot Road - Ivana Wong – Golden Chickensss | - Diao Yinan – Black Coal, Thin Ice - Kim Seong-hun – A Hard Day - Li Qiang – The Golden Era - Chaitanya Tamhane – Court - Ryo Takada – The Light Shines Only There                                                             |
| جائزة أفضل تصوير سينمائي | جائزة أفضل تصميم داخلي |
| - Zeng Jian – Blind Massage - Choi Chan-min – Kundo: Age of the Rampant - Dong Jinsong – Black Coal, Thin Ice - Matt Flannery and Dimas Imam Subhono – The Raid 2 - Ryuto Kondo – My Man                                                                    | - Liu Qing – Gone with the Bullets - Subrata Chakraborty and Amit Ray – Haider - Yuji Hayashida and Eri Sakushima – Over Your Dead Body - Park Il-hyun – Kundo: Age of the Rampant - Yi Zhenzhou – The Taking of Tiger Mountain |
| جائزة أفضل مقطع موسيقي | جائزة أفضل مونتاج |
| - Mikey McCleary – Margarita With A Straw - BCDMG – Tokyo Tribes - Cui Jian and Liu Yuan – Blue Sky Bones - Mowg – The Fatal Encounter - Zhang Yilin, Joe Hisaishi, Dou Peng, George Acogny and Shu Nan – Gone with the Bullets /                           | - Gareth Evans – The Raid 2 - Kim Chang-ju – A Hard Day - Kwong Chi-leung and Manda Wai – The Golden Era - Patrick Tam and Curran Pang – The Demon Within - Hiroshi Sunaga – One Third                                          |
| جائزة أفضل مؤثرات بصرية | جائزة أفضل تصميم للملابس |
| - Rick Sanders and Christoph Zollinger – Gone with the Bullets - Kang Jong-ik – The Pirates - Kim Wook – The Taking of Tiger Mountain – - Takashi Yamazaki – Parasyte: Part 1 - Tong Ka-wai, Ken Law, Randy Tse and Lucky Tracy Hannah – The Midnight After | - William Chang – Gone with the Bullets - Isao Tsuge – Over Your Dead Body – - Jeong Gyeong-hee – The Fatal Encounter – - Kwon Yu-jin – The Taking of Tiger Mountain - Liang Tingting – Brotherhood of Blades                   |
| جائزة أفضل عطاء سينمائي | جائزة التميز في الأفلام الآسيوية |
| - Im Kwon-taek | - Miki Nakatani |